# Notropis jemezanus
Notropis jemezanus är en fiskart som först beskrevs av Edward Drinker Cope, 1875.  Notropis jemezanus ingår i släktet Notropis och familjen karpfiskar. IUCN kategoriserar arten globalt som otillräckligt studerad. Inga underarter finns listade i Catalogue of Life.